# 迪布利希
迪布利希是德国莱茵兰-普法尔茨州的一个市镇。总面积17.68平方公里，总人口2351人，其中男性1154人，女性1197人（2011年12月31日），人口密度133人/平方公里。